# Lycostomus rubrocinctus
Lycostomus rubrocinctus là một loài bọ cánh cứng trong họ Lycidae. Loài này được Fairmaire miêu tả khoa học năm 1886.